# Dick King-Smith
Ronald Gordon King-Smith, OBE mais conhecido como Dick King-Smith (Bitton, 27 de março de 1922 - Bath, 4 de janeiro de 2011), foi um escritor inglês de literatura infantil mais conhecido por escrever The Sheep-Pig, romance que inspirou o filme Babe.

## Obras
- The Fox Busters (1978)
- Daggie Dogfoot (1980)
- Magnus Powermouse (1982)
- The Queen's Nose (1983)
- The Sheep-Pig"  (1983)
- Saddlebottom (1985)
- Noah's Brother (1984)
- Harry's Mad (1984)
- The Hodgeheg (1987)
- Tumbleweed  (1987)
- Farmer Bungle Forgets (1987)
- Friends and Brothers (1987)
- Cuckoobush Farm (1987)
- George Speaks (1988)
- The Mouse Butcher (1988)
- Emily's Legs (1988)
- Water Watch (1988)
- Dodo Comes to Tumbledown Farm (1988)
- Tumbledown Farm – The Greatest (1988)
- The Jenius (1988)
- Ace (1990)
- Sophie 
  - One Very Small Foot (1988)
  - Sophie's Tom (1991)
  - Sophie Hits Six (1991)
  - Sophie in the Saddle (1993)
  - Sophie Is Seven (1994)
  - Sophie's Lucky (1995)
- Alice and Flower and Foxianna (1989)
- Beware of the Bull (1989)
- The Toby Man (1989)
- Dodos Are Forever (1989)
- The Trouble with Edward (1989)
- Jungle Jingles  (1990)
- Blessu (1990)
- Hogsel and Gruntel (1990)
- Paddy's Pot of Gold (1990)
- Alphabeasts (1990)
- The Water Horse (1990)
- The Whistling Piglet (1990)
  - The Jolly Witch (1990)
  - Mrs. Jollipop (1996)
  - Mrs. Jolly's Brolly (1998)
- The Cuckoo Child (1991)
- The Guard Dog (1991)
- Martin's Mice (1991)
- Lightning Strikes Twice (1991)
- Caruso's Cool Cats (1991)
- Dick King-Smith's Triffic Pig Book (1991)
- Find the White Horse (1991)
- Horace and Maurice (1991)
- Lady Daisy (1992)
- Pretty Polly  (1992)
- Dick King-Smith's Water Watch (1992)
- The Finger Eater (1992)
- The Ghost at Codlin Castle and Other Stories (1992)
- Super Terrific Pigs (1992)
- The Invisible Dog (1993)
- All Pigs Are Beautiful (1993)
- The Merrythought (1993)
- The Swoose  (1993)
- Uncle Bumpo (1993)
- Dragon Boy (1993)
- Horse Pie (1993)
- Connie and Rollo (1994)
- The School Mouse (1994)
- Triffic: A Rare Pig's Tale (1994)
- Mr. Potter's Pet (1994)
- Harriet's Hare (1994)
- The Excitement of Being Ernest (1994)
- I Love Guinea Pigs (1994)
- Three Terrible Trins (1994)
- Happy Mouseday (1994)
- Bobby the Bad (1994)
- The Clockwork Mouse (1995)
- King Max the Last (1995)
- Omnibombulator (1995)
- The Terrible Trins (1995)
- Warlock Watson (1995)
- All Because of Jackson (1995)
- The Stray  (1996)
- Clever Duck (1996)
- Dirty Gertie Macintosh (1996)
- Smasher (1996)
- Godhanger (1996)
- Treasure Trove (1996)
- Mixed-Up Max (1997)
- What Sadie Saw (1997)
- The Spotty Pig (1997)
- A Mouse Called Wolf (1997)
- Robin Hood and His Miserable Men (1997)
- Thinderella (1997)
- Puppy Love (1997)
- The Merman (1997)
- Round About 5 (1997)
- Mr Ape (1998)
- How Green Was My Mouse (1998)
- The Big Pig Book (1998)
- Creepy Creatures Bag (1998)
- The Robber Boy (1998)
- The Crowstarver (1998)
- Pig in the City (1999)
- Poppet (1999)
- The Roundhill (2000)
- Spider Sparrow (2000)
- Just in Time (2000)
- The Magic Carpet Slippers (2000)
- Julius Caesar's Goat (2000)
- Mysterious Miss Slade (2000)
- Billy the Bird (2000)
- Lady Lollipop (2000)
- Back to Front Benjy (2001)
- The Great Sloth Race (2001)
- Fat Lawrence (2001)
- Funny Frank (2001)
- Chewing the Cud (2001) (autobiografia)
- Titus Rules! / Titus Rules OK! (2002)
- Billy the Bird/All Because of Jackson (2002)
- Story Box (2002)
- The Golden Goose (2003)
- Traffic (2003)
- Clever Lollipop (2003)
- The Adventurous Snail (2003)
- The Nine Lives of Aristotle (2003)
- Aristotle  (2003)
- Just Binnie (2004)
- The Catlady (2004)
- Under the Mishmash Trees (2005)
- Hairy Hezekiah (2005)
- Dinosaur Trouble (2005)
- Nosy (2005)
- The Mouse Family Robinson (2007)
- The Biography Center (2001)

## Adaptações
- Harry's Mad  (1993–1996): série de TV baseada em Harry's Mad
- The Queen's Nose (1995–2003): série de TV baseada em The Queen's Nose
- Babe (1995): filme baseado em The Sheep-Pig a.k.a. Babe, the Gallant Pig
- Babe: Pig in the City (1998): sequela do filme que utiliza as personagens de King-Smith
- Foxbusters (1999–2000): cartoon de TV baseado livremente em The Fox Busters
- The Water Horse: Legend of the Deep (2007): filme baseado no livro The Water Horse